# Henry Christian Wente
Henry Christian Wente (* 18. August 1936 in New York City; † 20. Januar 2020 in Toledo, Ohio) war ein US-amerikanischer Mathematiker.
Wente studierte an der Harvard University mit dem Bachelor-Abschluss 1958 und dem Master-Abschluss 1959 und wurde 1966 an der Harvard University bei Garrett Birkhoff promoviert (Existence Theorems for Surfaces of Constant Mean Curvature and Perturbations of a Liquid Globule in Equilibrium). 1963 wurde er Instructor und dann Assistant Professor an der Tufts University und 1971 Assistant Professor und später Professor an der University of Toledo.
Er befasste sich mit Minimalflächen und Flächen konstanter mittlerer Krümmung (und damit zusammenhängend auch mit Mathematik von Seifenblasen und Flüssigkeitstropfen). 1984 entdeckte er einen nach ihm benannten Torus (immergiert in {\displaystyle R^{3}}), der ein Gegenbeispiel zu einer Vermutung von Heinz Hopf war (dass jede geschlossene kompakte Fläche konstanter mittlerer Krümmung eine Sphäre ist). Auch für andere positive Geschlechter (der Torus hat Geschlecht g=1) gibt es solche Gegenbeispiele.
2012 wurde er Fellow der American Mathematical Society, und er war Mitglied der American Association for the Advancement of Science. Er war Invited Speaker auf dem Internationalen Mathematikerkongress 1986 in Berkeley (Immersed tori of constant mean curvature in {\displaystyle R^{3}}).
Er starb am 20. Januar 2020 im Mercy Health St. Anne Hospital in Toledo, Ohio.